# Immeuble au 3, rue Tournefort de Nantes
L'immeuble, bâti vers 1840, est situé au no 3 de la rue Tournefort et sur le cours Saint-André à Nantes, en France. L'immeuble a été inscrit au titre des monuments historiques en 1954.

## Historique
Construit vers 1840 selon les plans de l'architecte Henri-Théodore Driollet, le bâtiment est inscrit au titre des monuments historiques par arrêté du 19 mars 1954.